# Cosimo Perrotta
Cosimo Perrotta, född 1942, är en italiensk ekonomhistoriker vid universitetet i Lecce, författare till boken Consumption as an Investment.